# Edgar et sa bonne (film)
Pour plus de détails, voir Fiche technique et Distribution.
Edgar et sa bonne est un film français réalisé par André Michel et sorti en 1949.

## Fiche technique
- Titre : Edgar et sa bonne
- Réalisation : André Michel
- Scénario : d'après la pièce d'Eugène Labiche[1]
- Photographie : Maurice Barry
- Son : Lucien Legrand
- Musique : Robert de Nesle
- Production : CFPC (Comptoir français de productions cinématographiques)
- Pays de production :  France
- Genre : Comédie
- Durée : 20 minutes
- Date de sortie : France - 14 septembre 1949

## Distribution
- Claire Duhamel : Henriette
- Robert Lombard : Edgar
- Luce Fabiole : Mme Beaudelouche
- Annette Poivre : Florestine
- Charbonnier : le notaire
- Charles Mahieu : Veauvardin